# Явуз Мільдон
Явуз Мільдон (нар. 1 червня 1955, Туреччина) — турецький політичний діяч Партії Правосуддя і Розвитку (AKP) та поточним президентом Конгресу Ради Європи.

## Життєпис
Явуз Мільдон працював в секторі харчової промисловості, оскільки він здобув вищу освіту по економіці в Стамбульському університеті. Управляє Компанією "Риби і Молюска - Mildon" в містах Ґеліболу й Чанаккале на узбережжі Мармурового моря і є власником Експортної Компанії морепродуктів.
З 1988 до 1992 був президентом Торгової палати Ґеліболу. Його політична кар'єра почалася, коли він був вибраний в Муніципальну Раду Чанаккале на виборах 1994-го в місцеві органи влади. Член Ради європейського Конгресу з 1995. Він служив президентом Палати Конгресу Областей з 2004 до 2008 і був президентом Конгресу з травня 2008 до січня 2009. Будучи членом Постійного комітету кілька разів діяв як доповідач, особливо по регіональній демократії в Молдові і Албанії і за повідомленням відносних "регіональних омбудсменів".
Він був членом декількох робочих груп: спеціальна робоча група місцевих і регіональних представників Південно-східної Європи, робочі групи після культури, освіти і ЗМІ; соціальне об'єднання і економічний розвиток областей; і місцеве і регіональне інформаційне суспільство.
Він - також голова турецької делегації Конгресу. У зв'язку з проблемами із здоров'ям з січня 2009 до жовтня 2010 замість нього виконуючим обов'язки президента Конгресу був Іан Мікаллеф.
Явуз Мільдон стояв на виборах в березні 2009 і був вибраний в Провінційну Раду району Султанґазі м.Стамбулу. У серпні 2009, він зробив свій перший суспільний виступ.
Одружений, має двоє дітей.